# Lyanne Kosaka
Lyanne Miyuki Kosaka (São José dos Campos, 6 de fevereiro de 1974) é uma ex-jogadora brasileira de tênis de mesa e uma das mulheres pioneiras na modalidade.

## Biografia
Lyanne Kosaka começou a jogar tênis de mesa muito cedo, e na adolescência já competia em torneios juvenis, incentivada pelo seu pai, um entusiasta do esporte. Em 1984, participou da 1º Taça Câmara Municipal de Suzano de Tênis de Mesa, em Suzano, São Paulo, ficando em 1º lugar da categoria mirim feminino.
Aos 14 anos, assistiu aos Jogos Olímpicos de Seul (1988) através do videocassete em sua casa, o que a inspirou a sonhar em participar de uma Olimpíada. 
Aos 17 anos, alcançou uma significativa conquista. Participou dos Jogos Pan-Americanos de 1991, em Havana, Cuba, disputando a modalidade de equipes feminina, ao lado de Carla Tibério, Marta Massuda e Monica Doti. Como parte desta equipe, conquistou a medalha de bronze.
Mais tarde naquele ano, em novembro de 1991, disputou o XII Campeonato Sul-Americano infanto-juvenil, em Medellin, Colômbia, como destaque da seleção brasileira.
Aos 18 anos, foi convocada para integrar a seleção brasileira e competir nos Jogos Olímpicos de Barcelona em 1992, onde competiu em duplas com a mesa-tenista Monica Doti, realizando assim um sonho que se tornou uma experiência inesquecível e profundamente marcante.
Em janeiro de 1993, disputou o I Campeonato Mundial da Juventude em Tóquio, no Japão. Sua irmã Lívia também participou deste campeonato. Em abril, participou do I Gran Prix de Tênis de Mesa do Rio. Em maio, disputou o 42º Campeonato Mundial, em Lufthansa, Alemanha.
Nos Jogos Pan-Americanos de 1995, em Mar del Plata, na Argentina, disputou o tênis de mesa, integrando a equipe brasileira junto com Livia Simone Kosaka, Monica Doti, e Valesca Eugênio Maranhão. Na modalidade dupla mista, jogou ao lado de Carlos Kawai, mas foram derrotados nas quartas-de-final pela dupla de também brasileiros Lívia Kosaka e Hugo Hoyama.
Anos mais tarde, nas Olimpíadas de Atlanta em 1996, também em duplas com Monica, já mais experiente e muito bem preparada física, técnica e mentalmente, obteve vitórias notáveis e impactantes, derrotando uma romena classificada entre as 12 melhores da Europa e a campeã africana. Lyanne também participou da Women's World Cup de 1997, em Xangai. Apesar desses êxitos, não conseguiu atingir o seu objetivo de avançar para a segunda fase da competição. No entanto, teve o apoio caloroso e a torcida fervorosa de seus familiares em ambos os momentos marcantes e emocionantes em Atlanta.
Oito anos depois do seu bronze em Havana, ela conquistou mais um bronze nos Jogos Pan-Americanos de Winnipeg, em 1999.
Atualmente, Lyanne escreve artigos para o Olimpíada Todo Dia e também é comentarista nas partidas da ESPN.

## Vida pessoal
É irmã da também mesa-tenista Lívia Kosaka, com quem competiu nos pan-americanos de 1995.

## Títulos
Mundialitos - Abertos do Brasil
- 1º Lugar (individual): 1991 (Maringá)
- 5º Lugar (individual): 1992 (Rio de Janeiro)

Jogos Pan-Americanos
- Bronze (equipe): 1991 (Havana)[6]
- Bronze (equipe): 1999 (Winnipeg)[15]

Campeonato Brasileiro
- Dupla mista: 1992 (São Paulo)
- Dupla feminina: 1994 (João Pessoa)
- Individual: 1998 (Fortaleza)

Jogos Sul-Americanos de Tênis de Mesa
- Prata (dupla): 1994 (Valência)
- Bronze (dupla mista): 1994 (Valência)
- Bronze (individual): 1994 (Valência)
- Prata (equipe): 1998 (Cuenca)
- Prata (dupla): 1998 (Cuenca)
- Bronze (dupla mista): 1998 (Cuenca)

Campeonato Latino-Americano
- Individual: 1996 (Cidade do México)